# Cassen Eils

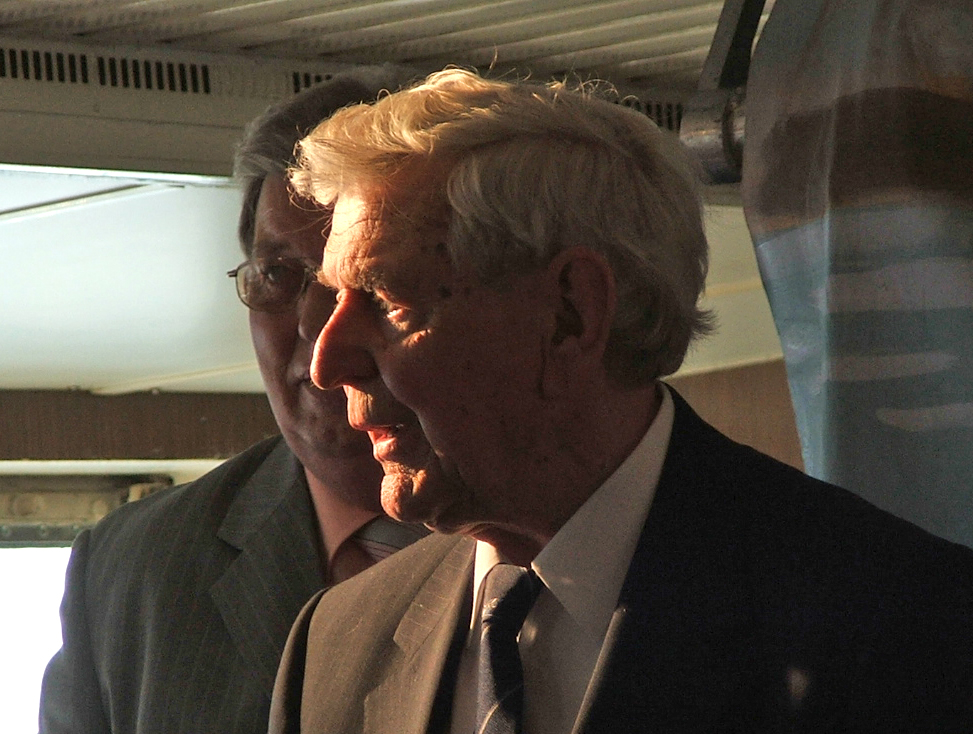
Cassen Eils (2005)

Cassen Eils (* 4. Juli 1923 auf Norderney; † 6. Januar 2010 in Cuxhaven) war ein ostfriesischer Reeder. Er ist Gründer der Reederei Cassen Eils.

## Werdegang
Eils wuchs auf der Ostfriesischen Insel Norderney auf und erwarb im Alter von knapp 24 Jahren 1948 sein Kapitänspatent. Seit 1952 war er Reeder und engagierte sich vor allem im Verkehr zur Insel Helgoland. Bis 2009 fuhr er, selbst in hohem Alter, noch als Kapitän auf seinen Helgolandschiffen, vor allem auf MS Seute Deern, später auf MS Funny Girl.
Kapitän Cassen Eils starb nach schwerer Krankheit am 6. Januar 2010 in Cuxhaven im Alter von 86 Jahren.

## Ehrungen
Im März 2009 wurde Cassen Eils das Bundesverdienstkreuz am Bande durch den Schleswig-Holsteinischen Ministerpräsidenten Peter Harry Carstensen verliehen.
Am 15. Oktober 2010 wurde im Südhafen auf Helgoland ein Bereich nach Eils benannt. Der Kai, an dem die Funny Girl im Winter anlegt, heißt nun Cassen Eils Wai.